# あさぎり (護衛艦)
あさぎり（ローマ字：JS Asagiri, DD-151,TV-3516）は、海上自衛隊の護衛艦。あさぎり型護衛艦の1番艦で、一度練習艦に種別変更されたが、その後護衛艦籍に復帰した。練習艦籍にある間はやまぎり型練習艦の2番艦であった。艦名は「朝、日が昇らないうちに立ちこめる霧」（朝霧）に由来し、旧海軍の春雨型駆逐艦「朝霧」、吹雪型駆逐艦「朝霧」に続いて日本の艦艇としては3代目。
本記事は、本艦の艦暦について主に取り扱っているため、性能や装備等の概要についてはあさぎり型護衛艦を参照されたい。

## 艦歴
「あさぎり」は、中期業務見積り (1983)に基づく昭和58年度計画3,500トン型護衛艦2222号艦として、石川島播磨重工業東京第1工場で1985年2月13日に起工され、1986年9月19日に進水、1988年3月17日に就役し、第2護衛隊群第42護衛隊に編入され、佐世保に配備された。
1990年3月6日、第2護衛隊群隷下に第47護衛隊が新編され、「やまぎり」「さわぎり」とともに編入。
同年7月1日に護衛艦「くらま」「やまぎり」とともに第23期一般幹部候補生課程出身初任幹部約100名を乗せて江田島湾を出港し、グアム、フィリピン方面に派遣され、父島の二見港、硫黄島、グアムアプラ、マニラ、スービック及び沖縄の勝連に寄港した。
1991年7月1日から7月31日まで護衛艦「くらま」「やまぎり」「たちかぜ」とともにフィリピン方面を巡航した。
1992年及び1994年、環太平洋合同演習 (RIMPAC) に参加。
1997年3月24日、隊番号の改正により第47護衛隊が第6護衛隊に改称。
1998年10月16日、第2護衛隊群第2護衛隊に編入。
2000年5月から護衛艦「こんごう」「くらま」「しまかぜ」「むらさめ」「はるさめ」「ゆうだち」「きりさめ」、補給艦「はまな」、潜水艦「なつしお」とともに環太平洋合同演習に参加。5月15日に横須賀基地出港し、5月26日から7月5日にハワイ真珠湾に寄港し、5月30日から7月6日にハワイ周辺海域で演習に参加した。7月13日から7月21日にアメリカ合衆国西海岸サンディエゴに寄港。7月30日から8月3日に真珠湾へ再び寄港し、8月16日に横須賀へ帰港した。
2002年3月6日、第4護衛隊群第8護衛隊に編入され、定係港が呉となり、同地に転籍。
2003年7月15日、テロ対策特別措置法に基づき、護衛艦「はるな」、補給艦「とわだ」と共にインド洋に派遣。同年10月まで任務に従事し、11月19日に帰国する。 
2005年2月16日、練習艦に種別変更され、艦籍番号がTV-3516に変更、練習艦隊第1練習隊に編入。
2008年及び2011年、練習艦「かしま」等とともに遠洋練習航海に参加。
2012年3月14日、護衛艦に再度種別変更され、艦籍番号は護衛艦時代のDD-151に変更。護衛艦隊第14護衛隊に編成替えとなり、定係港が舞鶴となり、同地に転籍。
2014年及び2016年、遠洋練習航海に参加。
2017年3月23日9時頃、宮古島の北東約110 kmの海域を東シナ海から太平洋に向けて南東進する中国海軍のジャンカイII級フリゲート2隻、フーチン級補給艦1隻による艦隊を発見した。その後、当該艦隊が太平洋に向けて南東進したことを確認するまでの間、所要の情報収集・警戒監視を行った。
2018年6月17日18時頃、久米島の西約80 kmの海域を南東進する中国海軍のジャンカイII級フリゲート1隻を発見した。その後、当該艦艇が沖縄本島と宮古島の間を南東進し太平洋に出たことを確認するまでの間、海上自衛隊第5航空群所属のP-3C哨戒機と共に、所要の情報収集・警戒監視を行った。
2018年7月1日朝5時頃、下対馬の南西約60 kmの海域において、北東進するロシア海軍のウダロイI級駆逐艦2隻、ドゥブナ級補給艦1隻を発見した。これらの艦艇が対馬海峡を北上し、日本海へ向けて航行したことを確認するまでの間、海上自衛隊第4航空群所属P-1哨戒機と共に、所要の情報収集・警戒監視を行った。
2018年7月5日から10日にかけて舞鶴港及び若狭湾北方海域において多用途支援艦「ひうち」等とともに日露捜索・救難共同訓練に参加。ロシア海軍からはウダロイ級駆逐艦「アドミラル・トリブツ」「アドミラル・ヴィノグラードフ」、補給艦「ペチェンガ」が参加。 
また、護衛艦として初の女性副長が勤務した艦でもある(練習艦時代の女性副長が種別変更後も引き続き勤務していたため)。
2019年3月16日、第33次派遣海賊対処行動水上部隊としてソマリア沖・アデン湾へ向けて出航する。その進出途上の3月27日には、マレーシア・ランカウィにおいてマレーシア海軍主催国際観艦式に参加し、3月31日にはランカウィ周辺海空域において実施されたマレーシア海軍主催多国間海上演習に参加し、終了後にはインド海軍哨戒艦「カドマット」と共同訓練を実施した。5月2日にはオマーン海軍の哨戒艦「AL MABRUKAH」と海賊対処訓練を実施した。
同派遣中の5月24日、艦長が寄港地などが分かる情報を公表前に自分のスマートフォンを使い、居場所や食事の内容をFacebookで複数回公開。防衛省は情報保全義務違反に当たると判断し、服務規律違反の疑いがあるとして、艦長の佐藤吉範2等海佐を護衛艦隊司令部付とした。後任には砕氷艦（南極観測船）「しらせ」副長から波江野裕一2等海佐が就いた。6月24日付で佐藤前艦長は停職7日の懲戒処分を受けた。
6月20日、ソマリア沖・アデン湾で、沈没しつつあるインド船籍の貨物船から遭難信号を受信し現場に急行。乗組員2人を救助した。
8月下旬に「さざなみ」に任務を引き継ぎ、帰国途上の9月1日、中東・オマーンの首都マスカットに寄港し、同国周辺海域でオマーン海軍の哨戒艦「アル・シーブ」と戦術運動や通信訓練等、親善訓練を行った。9月24～26日にはフィリピン海軍コルベット「エミリオ・ハシント」と共同訓練を実施。 10月4日、ソマリア沖派遣任務を終えて舞鶴に帰港した。
2022年4月、低視認性塗装（ロービジビリティー Low-visibility 略してロービジとも）へ塗装変更。その内容としては、煙突頂部の汚れを目立たなくするための黒帯の廃止、艦番号及び艦名の灰色化かつ無影化、飛行甲板上の対空表示（航空機に対し艦番号下2桁を表示するための塗装）の消去。
2023年4月10日から4月23日にかけて、中国海軍の空母艦隊が日本付近の太平洋で行動したことに対し、海上自衛隊第3護衛隊「ふゆづき」、第4護衛隊「さざなみ」、第5護衛隊「あけぼの」と共に所要の情報収集・警戒監視を行った。艦隊の編成は、空母山東を中核としてレンハイ級駆逐艦、ルーヤンIII級駆逐艦、ジャンカイII級フリゲート、フチ級補給艦など最大6隻であり、23日までに確認した空母およびヘリコプター搭載艦艇からの各種航空機発着艦回数は、約610回であった。このうち、空母艦載戦闘機の発着艦に対しては、航空自衛隊の戦闘機がスクランブル発進して対応した。
2024年1月1日以降、令和6年能登半島地震に対し災害派遣。能登半島周辺での被害状況偵察のほか、消防の広域応援部隊約40名などの人員輸送、毛布、飲料水、粉ミルクなどの支援物資を輸送。
同年3月5日、日本海において、第14護衛隊、多用途支援艦「ひうち」 とともに海上保安庁との共同訓練を実施した。海保からは第八管区海上保安本部、巡視船「だいせん」、回転翼機（シコルスキー S-76D）が参加し、情報共有訓練、護衛艦及び巡視船の運動要領等に関する訓練を実施した。
2025年2月3日、秋田沖において、大湊地方総監部とともに海上保安庁との共同訓練を実施した。海保からは第二管区海上保安本部、巡視船「でわ」、「しんざん」、「つるぎ」、巡視艇「すぎかぜ」、固定翼機（MA861）が参加し、重要施設等に向かう不審船を想定し、情報共有訓練、共同追跡・監視訓練、停船措置訓練を実施した。
現在は、護衛艦隊第14護衛隊に所属し、定係港は舞鶴である。

### 歴代艦長
| 代 | 氏名       | 在任期間                | 出身校・期            | 前職                                      | 後職                                  | 備考                 |
| -- | ---------- | ----------------------- | --------------------- | ----------------------------------------- | ------------------------------------- | -------------------- |
| 01 | 菊田愼典   | 1988.3.17 - 1988.12.19  | 防大10期              | あさぎり艤装員長                          | 海上自衛隊第1術科学校砲術科長         |                      |
| 02 | 米永 譲    | 1988.12.20 - 1990.12.14 | 防大13期              | ちくご艦長                                | 海上自衛隊第1術科学校総務課長         |                      |
| 03 | 高井 賢    | 1990.12.15 - 1992.3.24  |                       | 第4海上訓練指導隊砲術科長                 | 海上自衛隊第1術科学校教務課長         |                      |
| 04 | 佐原章友   | 1992.3.25 - 1994.1.9    | 防大15期              | 護衛艦隊司令部幕僚                        | 海上幕僚監部防衛部装備体系課          |                      |
| 05 | 椋尾康広   | 1994.1.10 - 1995.12.17  | 防大17期              | 海上幕僚監部監理部総務課                  | 海上自衛隊第1術科学校教官 兼 研究部員 |                      |
| 06 | 山本勝規   | 1995.12.18 - 1996.12.1  | 防大19期              | むらくも艦長                              | 海上自衛隊第1術科学校教官 兼 研究部員 |                      |
| 07 | 坂上隆康   | 1996.12.2 - 1998.4.14   | 防大19期              | 護衛艦隊司令部幕僚                        | 第4海上訓練指導隊船務科長             |                      |
| 08 | 江崎哲夫   | 1998.4.15 - 1999.6.17   | 防大21期              | とかち艦長                                | いかづち艤装員長                      |                      |
| 09 | 三木 功    | 1999.6.18 - 2000.8.31   | 防大22期              | よしの艦長                                | 海上自衛隊第1術科学校教官 兼 研究部員 |                      |
| 10 | 大塚嘉徳   | 2000.9.1 - 2001.8.9     |                       | おおよど艦長                              |                                       |                      |
| 11 | 山田勝規   | 2001.8.10 - 2002.10.29  | 防大25期              | ゆうだち船務長 兼 副長                    | 佐世保地方総監部防衛部 第3幕僚室長    |                      |
| 12 | 田中亮二   | 2002.10.30 - 2004.3.30  | 防大26期              |                                           | 艦艇開発隊艦艇第1科長                 |                      |
| 13 | 梅崎時彦   | 2004.3.31 - 2005.3.24   | 防大29期              | 護衛艦隊司令部幕僚                        | 海上自衛隊幹部候補生学校 第1学生隊長  |                      |
| 14 | 岩澤 努    | 2005.3.25 - 2006.3.28   | 防大31期              | 海上幕僚監部防衛部防衛課                  |                                       |                      |
| 15 | 水上智雄   | 2006.3.29 - 2007.3.25   | 専修大・ 40期幹候     | 第1護衛隊群司令部幕僚                     | 海上幕僚監部防衛部運用支援課          |                      |
| 16 | 服部一男   | 2007.3.26 - 2008.10.14  |                       | ましゅう副長                              | 佐世保海上訓練指導隊砲雷科長          |                      |
| 17 | 松味利紀   | 2008.10.15 - 2009.9.30  | 水産大学校・ 41期幹候 | 第3護衛隊群司令部幕僚                     | 海上自衛隊第1術科学校総務課長         |                      |
| 18 | 高橋 毅    | 2009.10.1 - 2010.12.19  | 防大35期              | 第1護衛隊群司令部幕僚                     | 防衛研究所所員                        | 2010.7.1 1等海佐昇任 |
| 19 | 小牟田秀覚 | 2010.12.20 - 2012.3.22  |                       | 自衛艦隊司令部幕僚                        | 海上自衛隊幹部学校付                  | 2012.1.1 1等海佐昇任 |
| 20 | 橋本聖一   | 2012.3.23 - 2013.7.15   | 神戸市外大・ 39期幹候 | 海上幕僚監部人事教育部援護業務課          | 大湊海上訓練指導隊砲雷科長            |                      |
| 21 | 南薗健一   | 2013.7.16 - 2014.4.22   | 防大38期              | 海上訓練指導隊群司令部                    | 護衛艦隊司令部                        |                      |
| 22 | 川内健治   | 2014.4.23 - 2015.3.22   | 防大34期              | 横須賀海上訓練指導隊砲雷科長              | 護衛艦隊司令部幕僚                    |                      |
| 23 | 寺岡寛幸   | 2015.3.23 - 2016.12.19  | 防大39期              | 呉海上訓練指導隊                          | 自衛艦隊司令部幕僚                    |                      |
| 24 | 藤﨑 勝    | 2016.12.20 - 2017.11.19 |                       | 第3ミサイル艇隊司令                       |                                       |                      |
| 25 | 加藤淳子   | 2017.11.20 -2018. 9.19  |                       | しもきた副長                              | 護衛艦隊司令部                        | 女性艦長             |
| 26 | 佐藤吉範   | 2018.9.20 - 2019.5.23   |                       | 海上自衛隊第1術科学校主任教官 兼 研究部員 | 護衛艦隊司令部付                      |                      |
| 27 | 波江野裕一 | 2019.5.24 - 2019.10.10  |                       | しらせ副長                                | しらせ乗組                            |                      |
| 28 | 松岡正洋   | 2019.10.11 - 2021.4.19  |                       | おうみ副長                                | 統合幕僚監部運用部運用第1課           |                      |
| 29 | 角田泰基   | 2021.4.20 - 2022.9.4    |                       | いずも副長                                | 呉地方総監部管理部人事課              |                      |
| 30 | 渡辺直人   | 2022.9.5 - 2023.7.23    |                       | 護衛艦隊司令部                            |                                       |                      |
| 31 | 松橋和哉   | 2023.7.24 - 2024.8.1    |                       |                                           |                                       |                      |
| 32 | 羽田野由佳 | 2024.8.2 -              |                       | ひうち艦長                                |                                       | 女性艦長             |

## ギャラリー

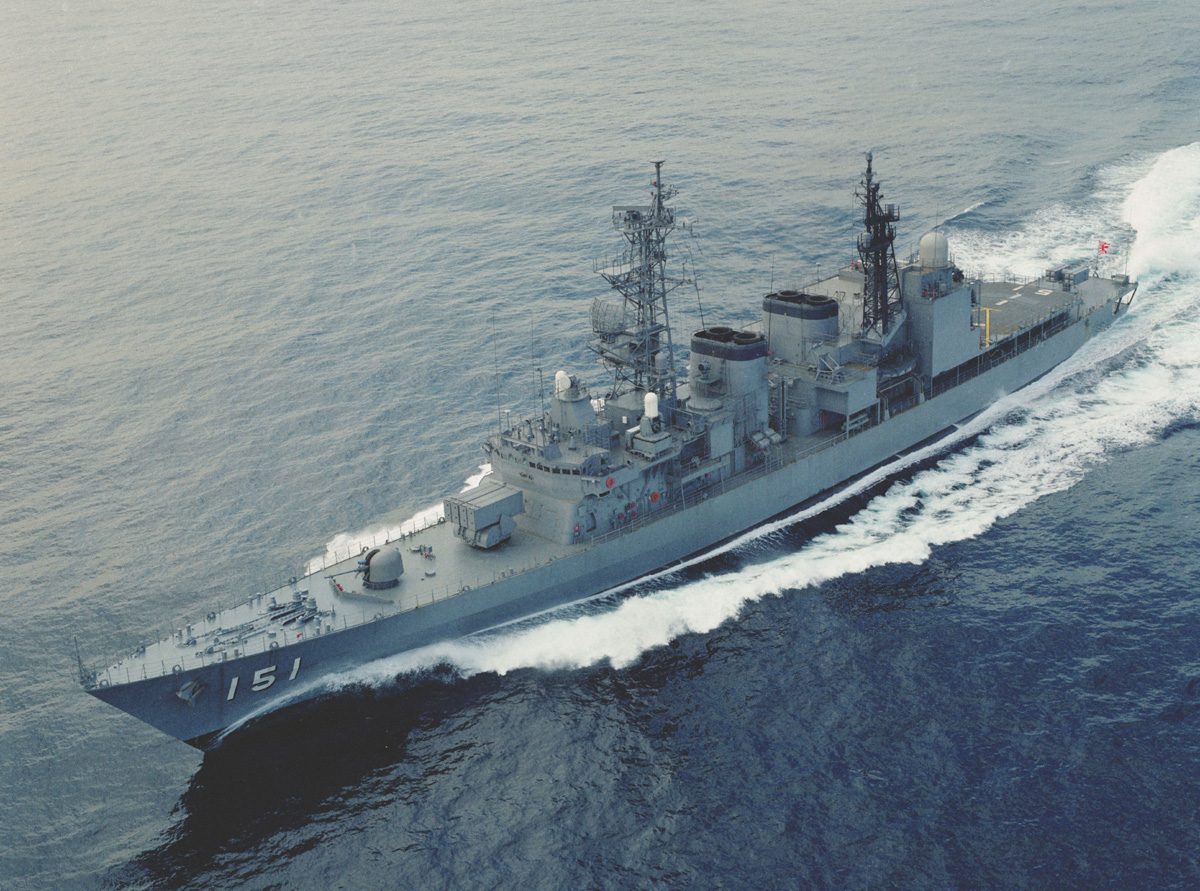
就役当時の「あさぎり」
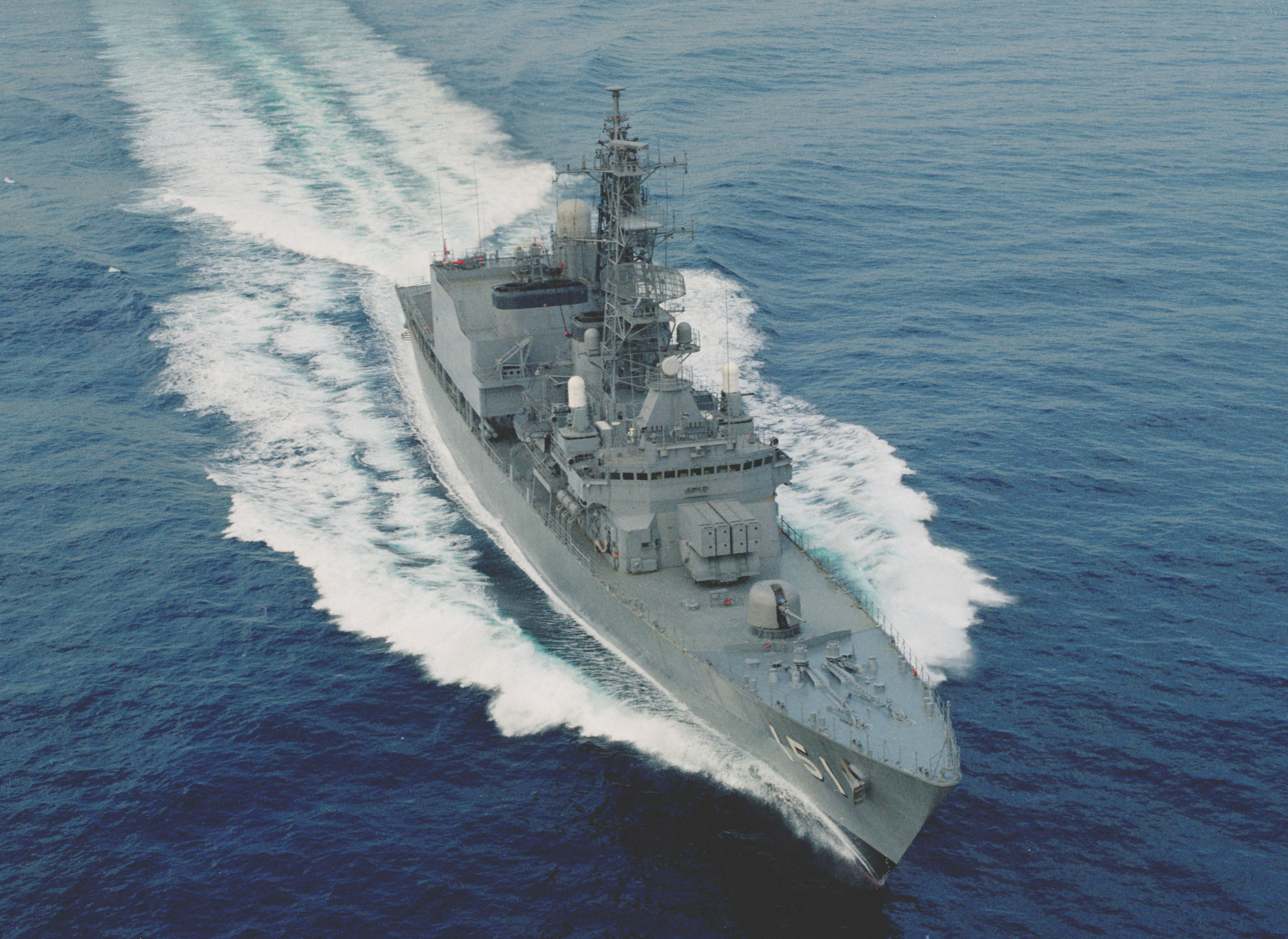
前方から見た「あさぎり」
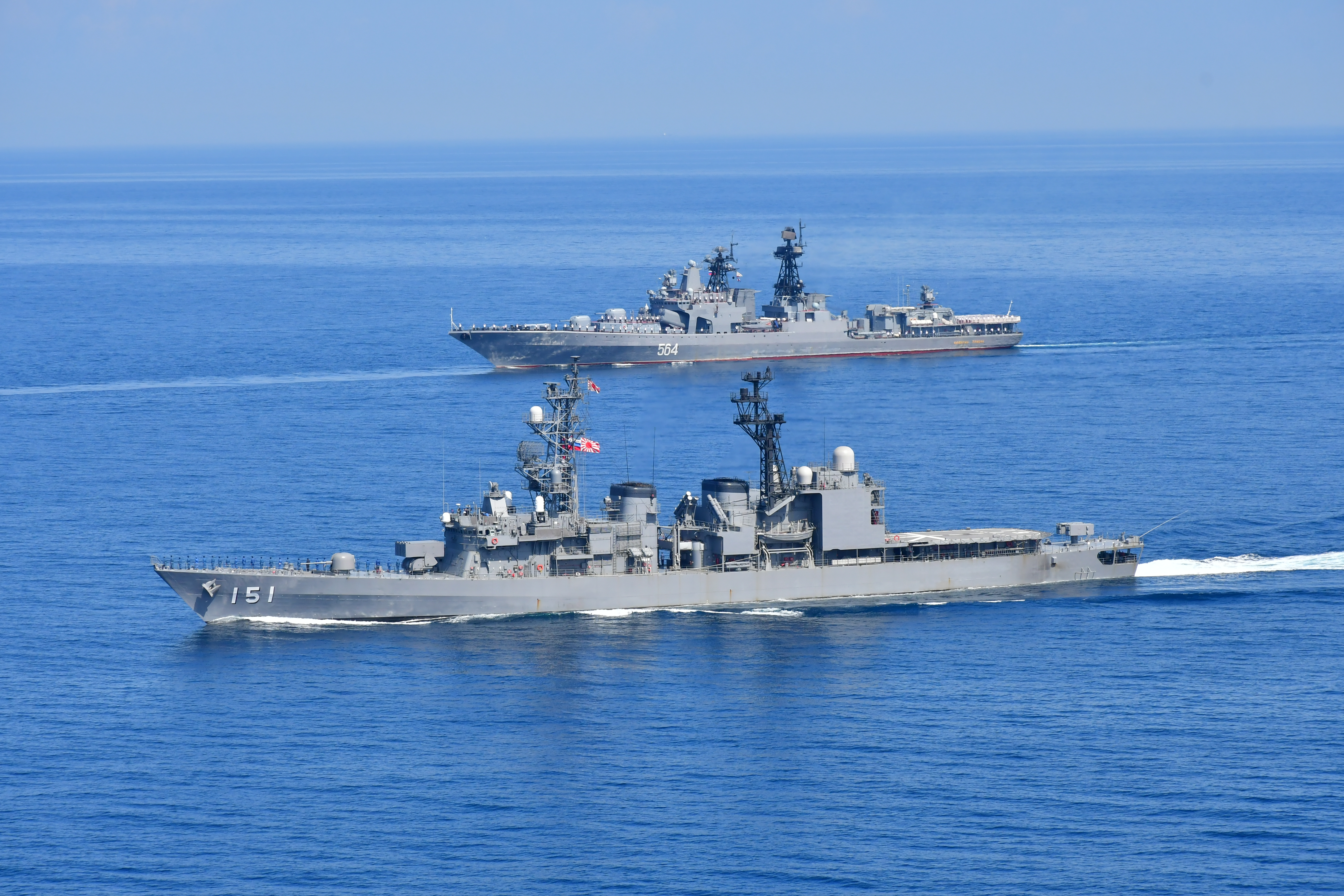
洋上を往く「あさぎり」奥はロシア海軍1155型大型対潜艦
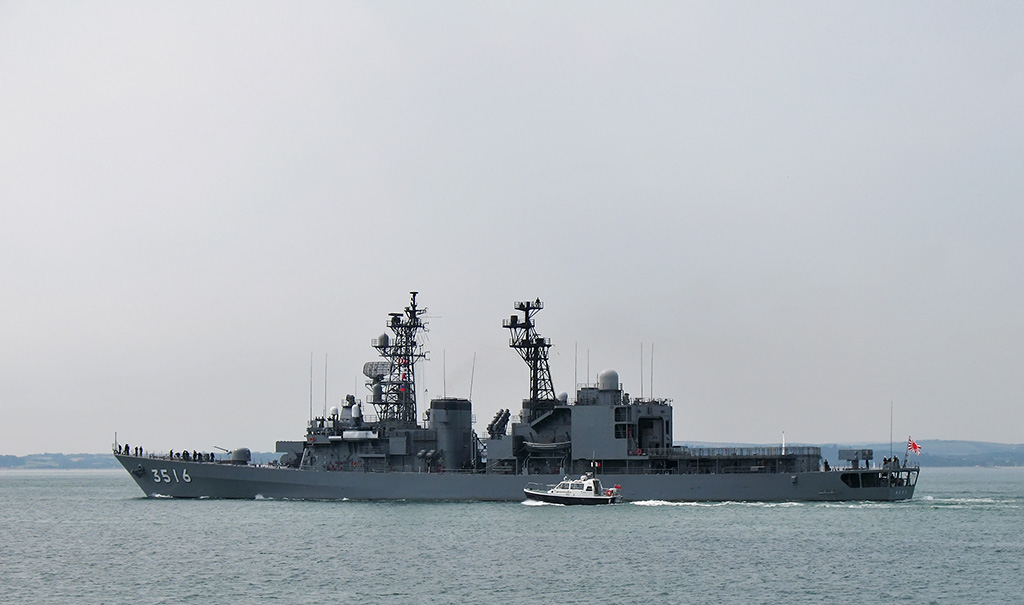
練習艦時代の「あさぎり」
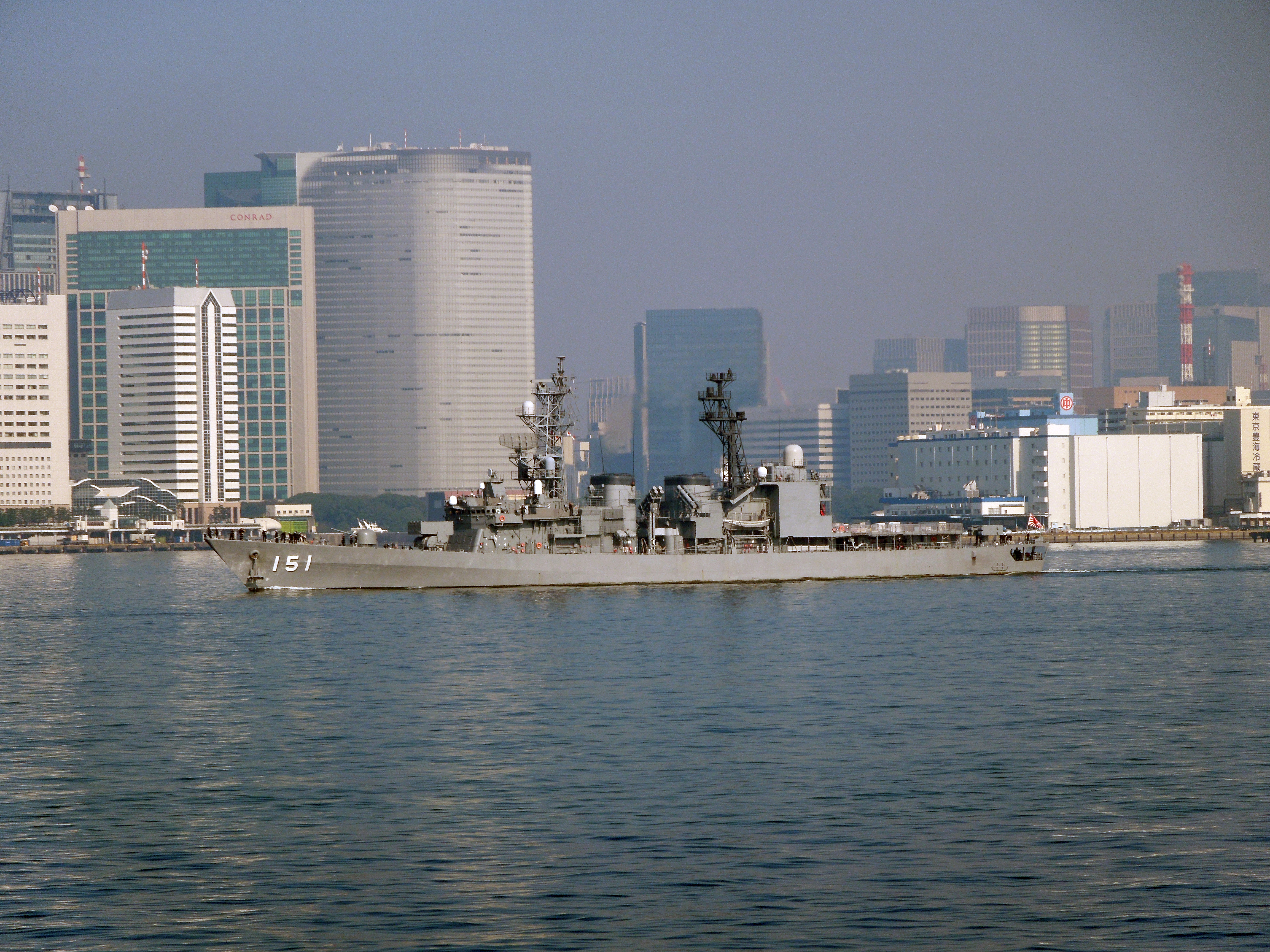
晴海を出港した「あさぎり」
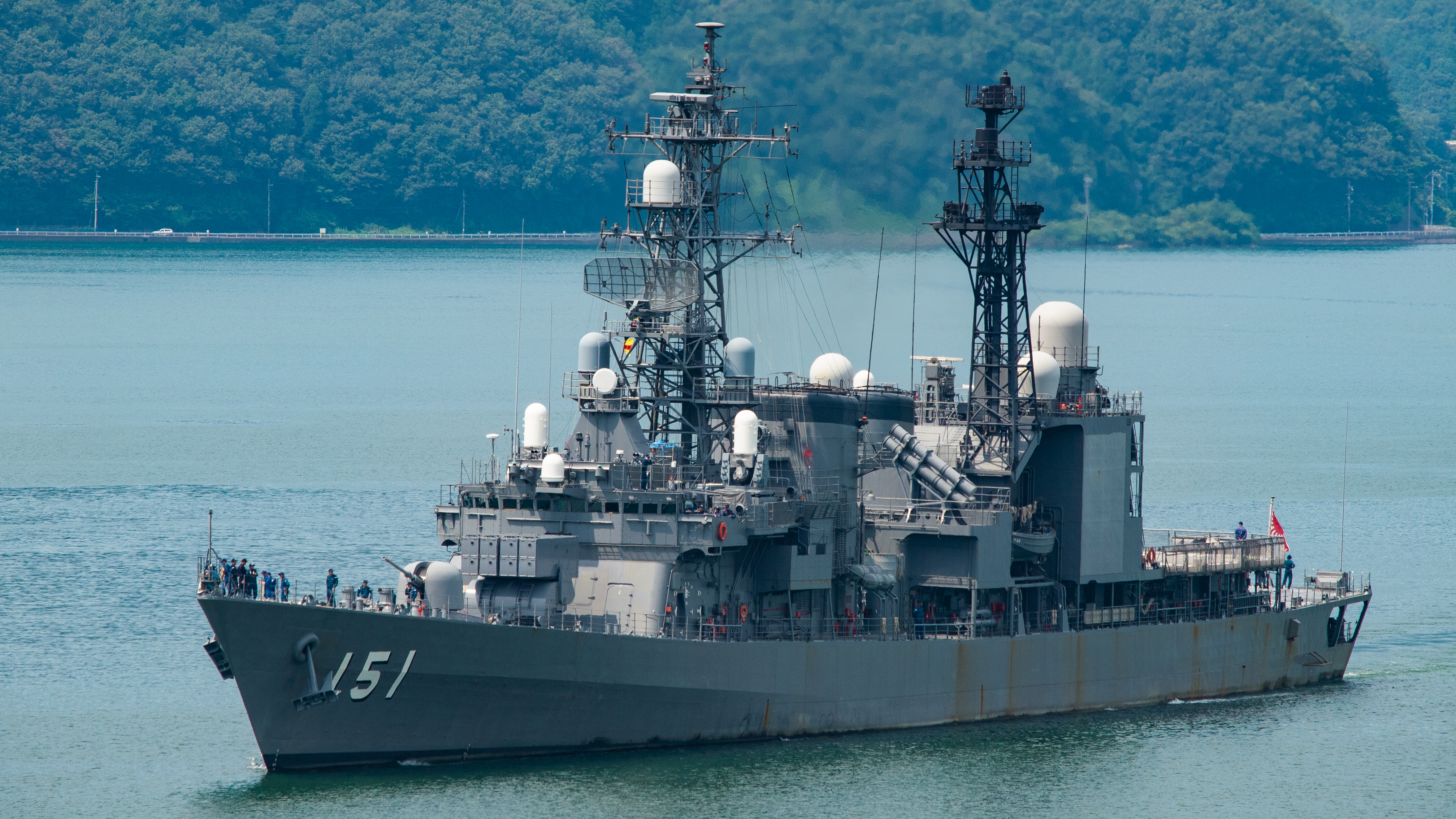
従来塗装の「あさぎり」